# セルゲイ・ダヴィドフ (1985年生のサッカー選手)
セルゲイ・セルゲーエヴィチ・ダヴィドフ（ロシア語: Серге́й Серге́евич Давыдов, ラテン文字転写: Sergei Sergeyevich Davydov、1985年7月22日 - ）は、ロシア・モスクワ出身のサッカー選手。ポジションはFW。

## 経歴

### クラブ
1985年、ロシアの首都モスクワで生まれ、FCトルペド-ZILモスクワのユースに在籍した。
2005年、ロシア・ファーストディビジョン（実質2部）のFCディナモ・ブリャンスクでキャリアを始め、2005年9月7日のFCディナモ・マハチカラ戦でキャリア初ゴールを決めた。
2008年、FCトルペド・モスクワに移籍をするも、18試合出場の3得点に終わった。
2009年、FCヴォルガル-ガズプロム・アストラハンに移籍をした。シーズンではチーム最多得点となる9ゴールを挙げた。
2010年7月30日、アストラハンでの活躍を買われて4年契約でFCクバン・クラスノダールへ移籍をした。移籍後すぐにレギュラーを掴み、チーム最多得点となる10ゴールを挙げ、クバンのロシア・プレミアリーグ昇格に貢献をした。
2011年3月13日、プレミアリーグ開幕戦のFCルビン・カザン戦 (0-2) でトップディビジョンデビューを飾った。5月29日、第11節のPFC CSKAモスクワ戦 (1-1) で挙げたゴールはTVGOLOのユーザー投票において1位に選ばれた。8月9日、ホームで行われた第19節のFCディナモ・モスクワとの試合 (3-1) ではトップディビジョンで初となる2得点を挙げた。
2012年2月24日、FCルビン・カザンに3年契約で移籍をした。2013年2月4日、ディナモ・モスクワに同年6月5日まで期限付き移籍することが発表された。同年6月7日、カザフスタンのアクトベに期限付き移籍した。2014年7月、トルペド・モスクワに2014-15シーズン終了まで期限付き移籍することが発表された。2015年7月、フットボール・ナショナルリーグのKAMAZに2015-16シーズン終了まで期限付き移籍することが発表された。
2017年6月、プロフェッショナル・フットボールリーグのアララト・モスクワと契約した。同年10月、合意の上で契約は解消された。

### 代表
2011年7月26日、ロシアB代表を指揮するユーリー・クラスノジャンからU-21代表との親善試合に招集され、8月10日、ロシアB代表デビューを果たした。

## 人物
- 幼少期はFCスパルタク・モスクワのファンであった[16]。
- アイドルはスパルタクの象徴的な選手であったアンドレイ・チーホノフ[16]。

## タイトル

### クラブ
- FCクバン・クラスノダール
  - ロシア・ファーストディビジョン：1 (2010)
- FCルビン・カザン
  - ロシア・カップ：1 (2011-12)
  - ロシア・スーパーカップ：1 (2012)
- FCアクトベ
  - カザフスタン・プレミアリーグ：1 (2013)